# Acer sterculiaceum
Acer sterculiaceum là một loài thực vật có hoa trong họ Bồ hòn. Loài này được Wall. mô tả khoa học đầu tiên năm 1830.